# NGC 341
NGC 341 es una galaxia espiral barrada de la constelación de Cetus.
Fue descubierta el 21 de octubre de 1881 por el astrónomo Édouard Jean-Marie Stephan.